# Прата-ди-Принчипато-Ультра
Прата-ди-Принчипато-Ультра (итал. Prata di Principato Ultra) — коммуна в Италии, располагается в регионе Кампания, в провинции Авеллино.
Население составляет 3021 человек, плотность населения составляет 302 чел./км². Занимает площадь 10 км². Почтовый индекс — 83030. Телефонный код — 082.
Покровителем коммуны почитается святой апостол Иаков Зеведеев. Праздник ежегодно празднуется 25 июля.